# Adérbiyevka
Adérbiyevka (del ruso: Адербиевка) es un seló del ókrug urbano de Gelendzhik del krai de Krasnodar, en el sur de Rusia. Está situado a orillas del río Adérbiyevka, 4 km al norte de Gelendzhik, de la que le separa la cordillera Markotj y 84 km al suroeste de Krasnodar. Tenía 1 374 habitantes en 2010.
Pertenece al municipio Divnomorski.

## Historia
La población originaria del valle del Adérbiyevka era de la etnia adigué shapsug. Tras su desalojo, en 1864, fue fundada la stanitsa Abérdiyevskaya del regimiento shapsug de cosacos. Tras la disolución de este cuerpo en 1870, la población fue renombrada como derevnia Aberdiyevka y más tarde como seló con el nombre actual. Recibió la inmigración de griegos pónticos que emigraron por las persecuciones en el Imperio otomano.

## Deporte
En la localidad hay una escuela de hípica.